# El juego de los espías
El juego de los espías (en italiano: Il gioco delle spie, en francés: Bagarre à Bagdad pour X-27) es una película Eurospy italo-francesa de 1966 protagonizada por Rory Calhoun. Fue el debut como director de Paolo Bianchini después de unas 60 películas como asistente de dirección. Se rodó en Argelia, Roma y Civitavecchia.

## Argumento
Los Estados Unidos aprueban un contrato excepcional altamente secreto con un país en el Medio Oriente: venderles armas a cambio de derechos exclusivos sobre los ricos recursos petroleros del país. La Unión Soviética envái un equipo de sus mejores agentes secretos para robar el documento, para luego capturar el barco que debe pasar por uno de los puertos rusos. Después de un entrenamiento especial en una isla secreta en el Mar Negro, Alex, Sadov y Sonia son enviados para obtener los documentos. Todo va según lo planeado, y Sadov le entrega el bolso al cerebro, el general Fiodorenko. Sin embargo, al abrirlo, el bolso explota. Aún con la incertidumbre de que exista un agente infiltrado entre ellos, los tres son enviados de nuevo para detener el barco mercante con el último medio disponible: una bomba. Sonia es capturada por el contraespionaje estadounidense; Alex es expuesto como el que intenta sabotear la misión, y Sadov luchará contra él hasta la muerte por ello y para hacer explotar la bomba y hundir el barco.

## Reparto
- Rory Calhoun como Alex.
- Roger Hanin como Sadov.
- Evi Marandi como Sonia.
- Ralph Baldwin como Dimitri.
- Jean Gaven como el general Yuri Fiodorenko.
- Lea Padovani como pareja de Fiodorenko.
- Tino Carraro como el profesor.
- John Karlsen como Botschafter.

## Recepción
Según el diccionario de cine il Morandini, es una «película de espías muy común con una idea de partida poco original que carece de planificación en el desarrollo básico». Afirmó también que el elenco estaba «desperdiciado».